# Greenevers
Greenevers és una població dels Estats Units a l'estat de Carolina del Nord. Segons el cens del 2000 tenia 560 habitants.

## Demografia
Segons el cens del 2000, Greenevers tenia 560 habitants, 210 habitatges i 140 famílies. La densitat de població era de 134,3 habitants per km².
Dels 210 habitatges en un 35,7% hi vivien nens de menys de 18 anys, en un 28,1% hi vivien parelles casades, en un 31% dones solteres, i en un 32,9% no eren unitats familiars. En el 30,5% dels habitatges hi vivien persones soles el 9% de les quals corresponia a persones de 65 anys o més que vivien soles. El nombre mitjà de persones vivint en cada habitatge era de 2,67 i el nombre mitjà de persones que vivien en cada família era de 3,31.
Per edats la població es repartia de la següent manera: un 34,8% tenia menys de 18 anys, un 9,8% entre 18 i 24, un 23,8% entre 25 i 44, un 21,4% de 45 a 60 i un 10,2% 65 anys o més.
L'edat mediana era de 29 anys. Per cada 100 dones de 18 o més anys hi havia 73 homes.
La renda mediana per habitatge era de 19.000 $ i la renda mediana per família de 20.417 $. Els homes tenien una renda mediana de 25.625 $ mentre que les dones 21.250 $. La renda per capita de la població era de 8.380 $. Entorn del 41,7% de les famílies i el 43,1% de la població estaven per davall del llindar de pobresa.

## Poblacions més properes
El següent diagrama mostra les poblacions més properes.